# Ugni molinae
Ugni molinae là một loài thực vật có hoa trong Họ Đào kim nương. Loài này được Turcz. miêu tả khoa học đầu tiên năm 1848.

## Hình ảnh

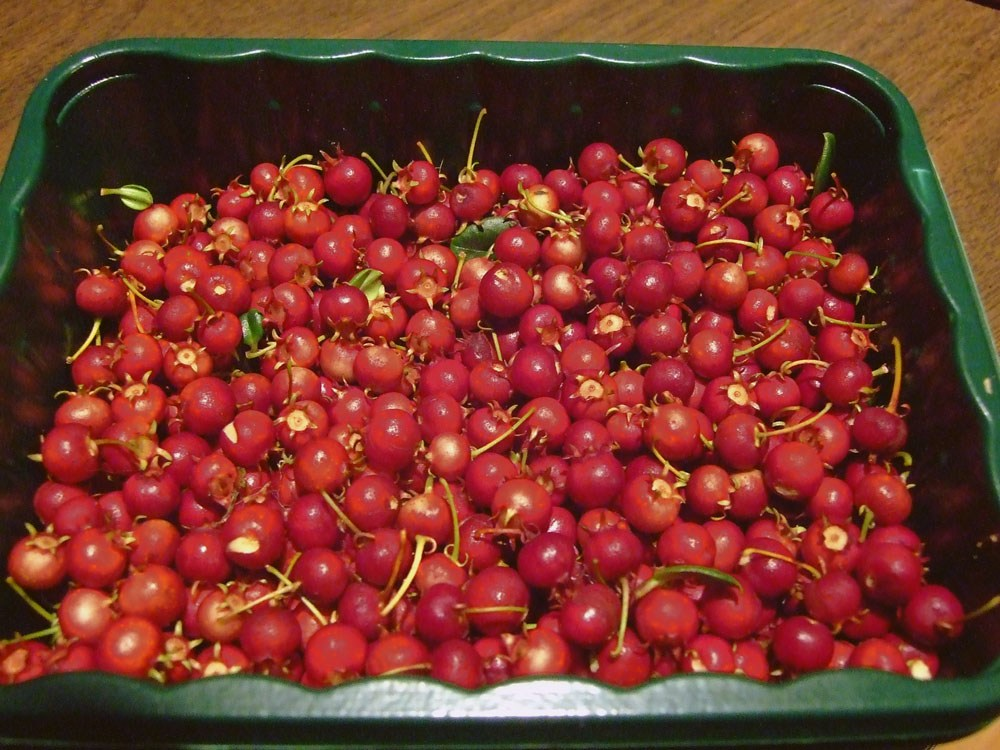
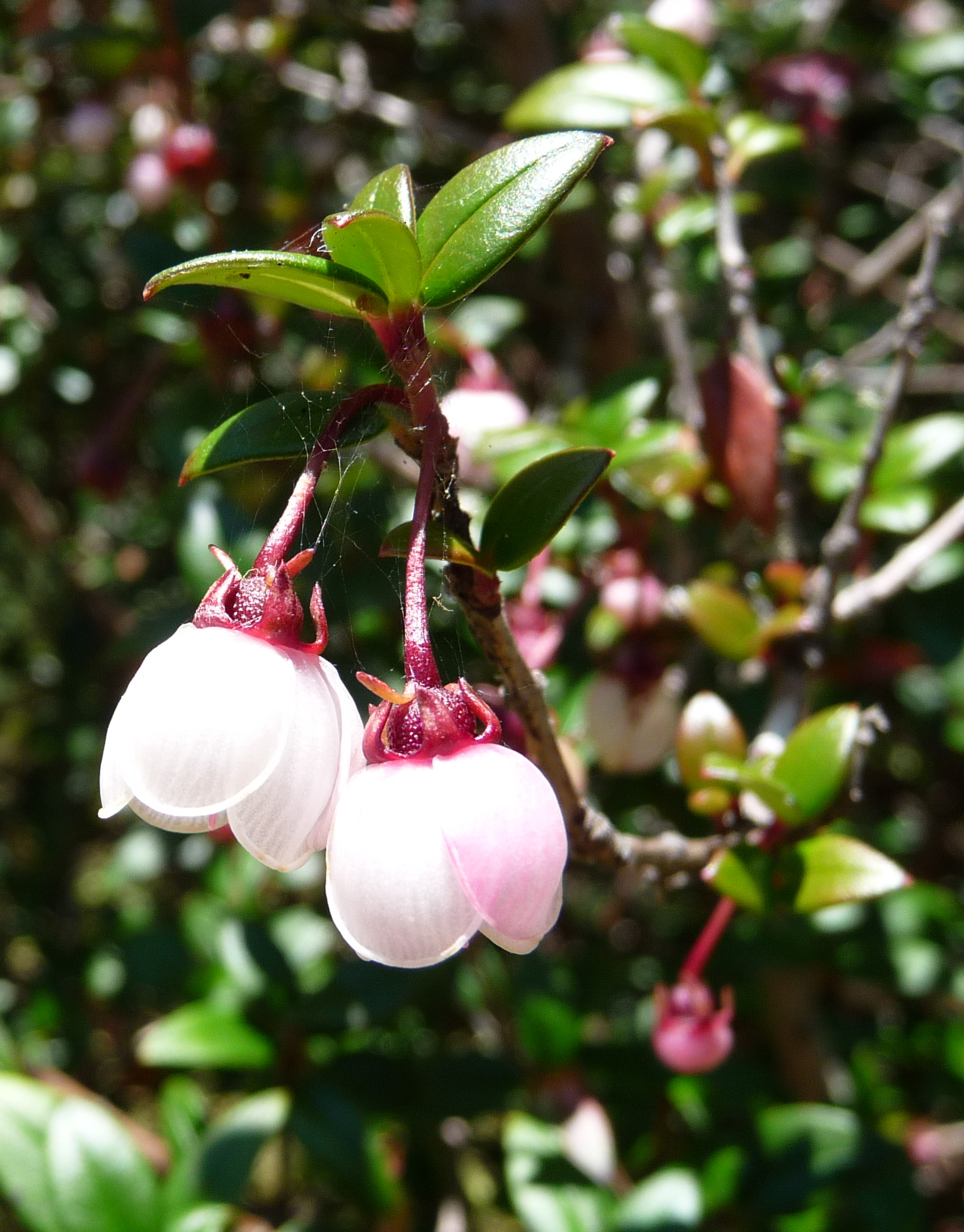
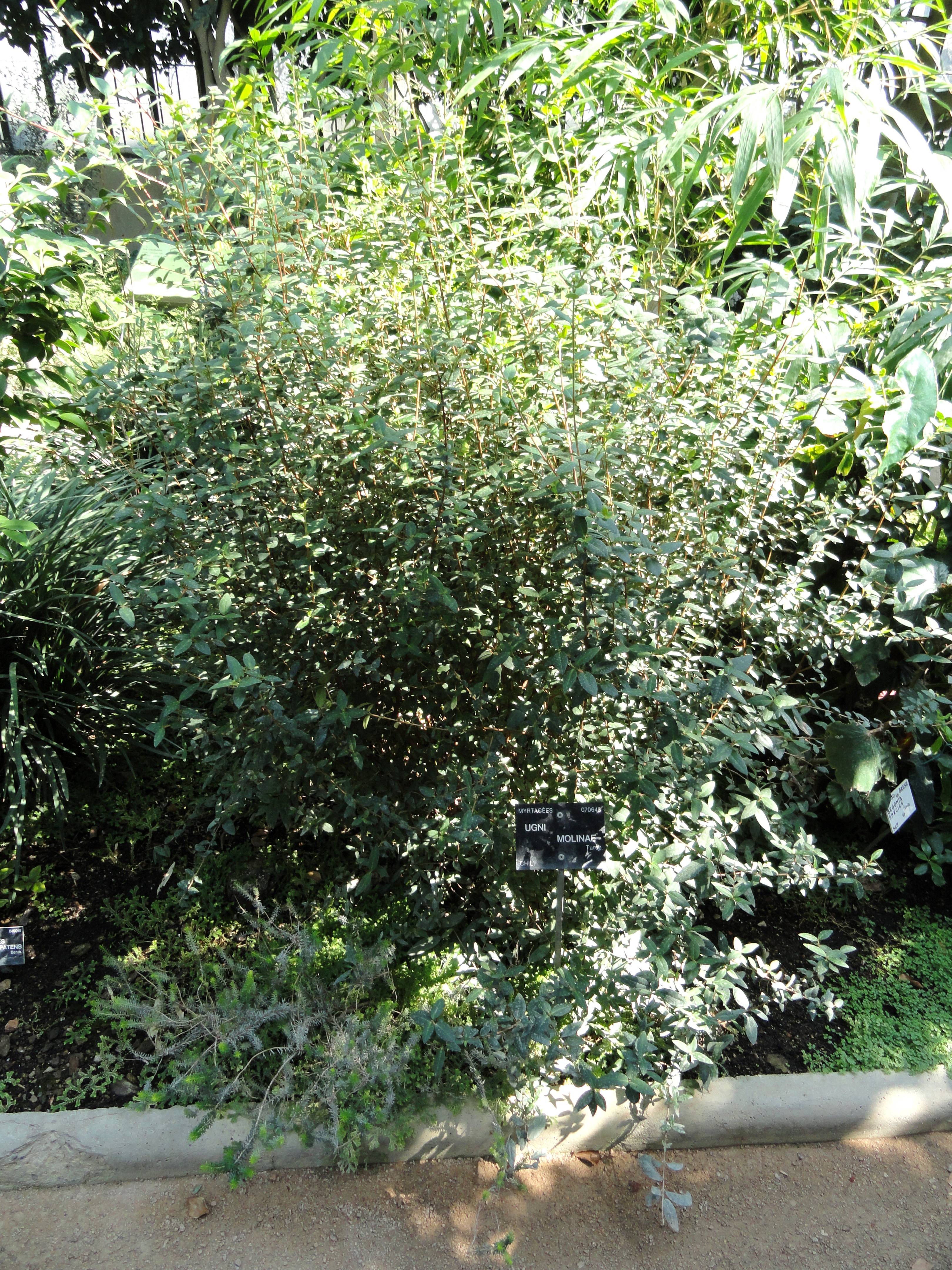
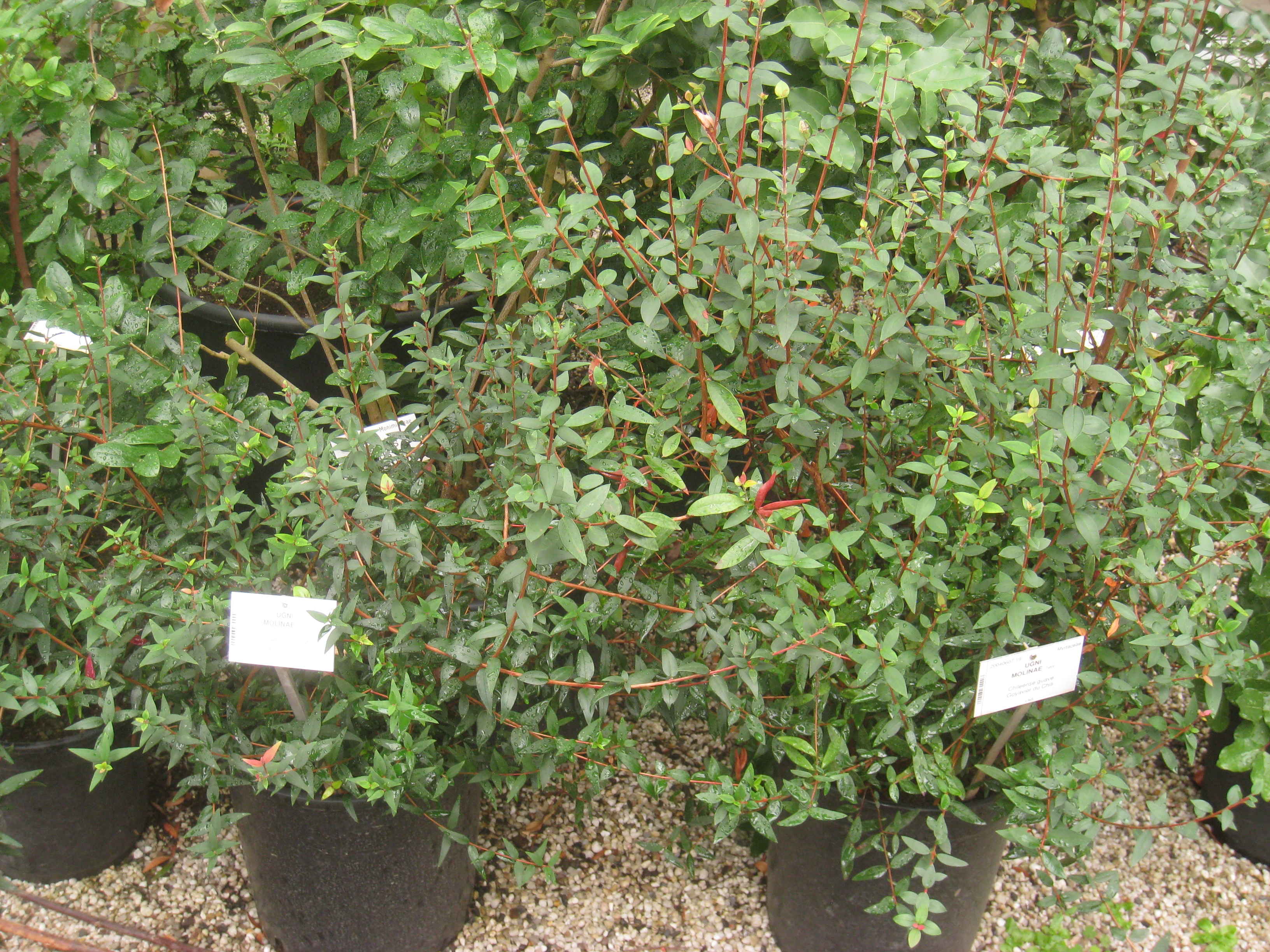